# Bahnstrecke Lunéville–Einville
| Lunéville–Einville          | Lunéville–Einville  |
| --------------------------- | ------------------- |
| Ankunft des Bähnchens       |                     |
| Streckenverlauf, Karte 1908 |                     |
| Streckenlänge:              | 9,898 km            |
| Spurweite:                  | 1000 mm (Meterspur) |
|                             |                     |

Die meterspurige Bahnstrecke Lunéville–Einville verband zwischen 1902 und 1943 Lunéville mit Einville im Département Meurthe-et-Moselle in Lothringen im Osten Frankreichs. Rechtlich handelte es sich in den Anfangsjahren um eine Straßenbahn, ab 1921 um eine Eisenbahn.

## Verlauf

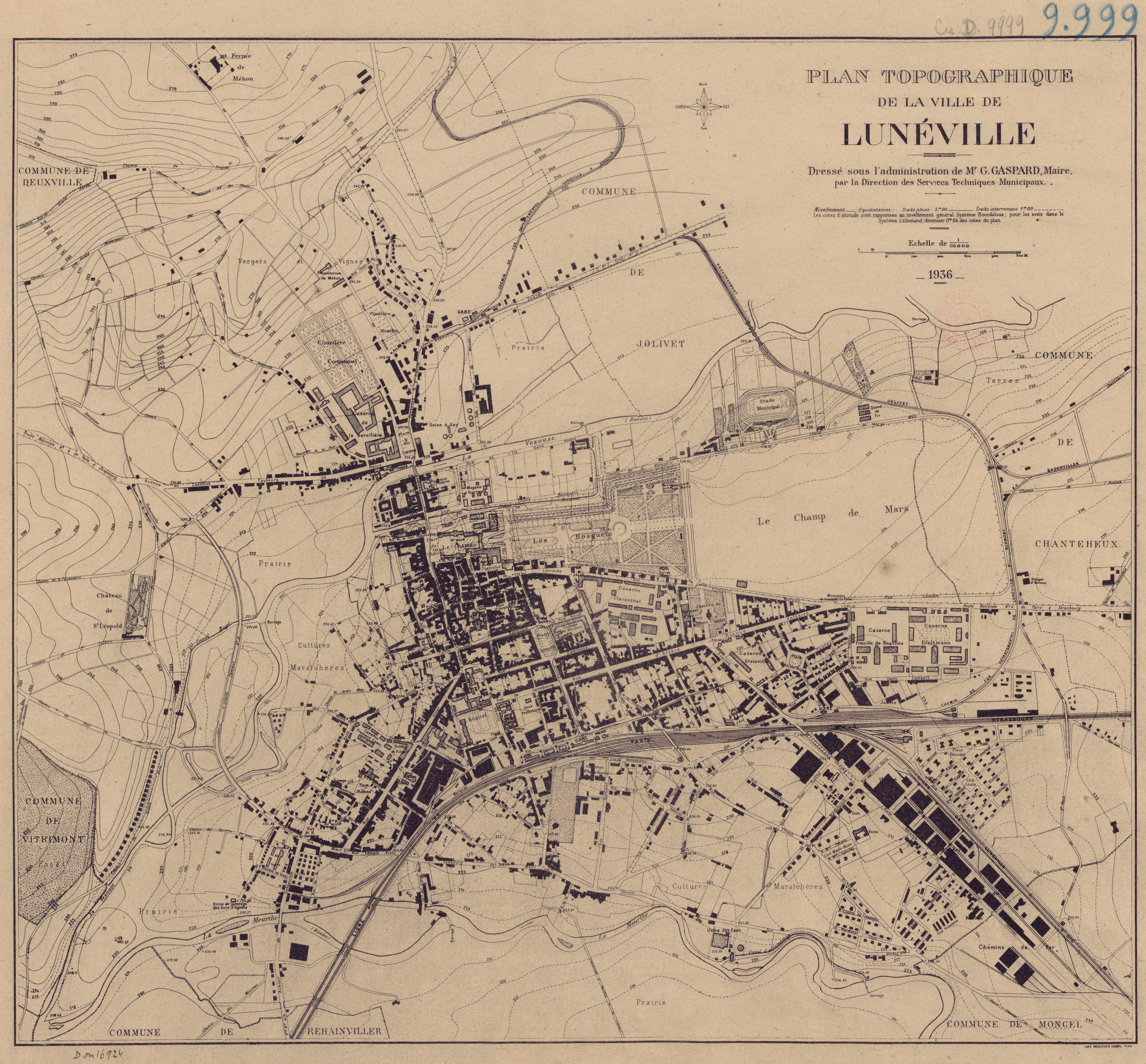
Stadtplan von Lunéville von 1936

Die Strecke nahm ihren Anfang auf dem Platz vor dem Bahnhof Est, heute einziger Bahnhof der Stadt. Hier gab es ein Wendedreieck und ab 1911 eine Gleisverbindung zur ebenfalls hier beginnenden, gleichfalls meterspurigen Bahnstrecke Lunéville–Blâmont–Badonviller (LBB). Am Bahnhof selbst verkehrten Züge der Ostbahn nach Paris und Straßburg sowie nach Saint Dié. Die Züge der Dampfstraßenbahn fuhren ab hier nach Norden durch die Straßen der Altstadt: über die Rue Carnot und den Place Léopold, dann über die Rue Banaudon ein kurzes Stück nach Westen und wieder in nördlicher Richtung über die Rue de la République, den Place du Château und die Rue Chanzy. Nach Querung der Vezouze auf der Straßenbrücke wurde durch die Faubourg d'Einville (heute Rue de la Résistance) der Bahnhof Lunéville-Jolivet erreicht. Von hier aus gab es zwei Stichstrecken: einen kurzen Gleisanschluss nach Süden ins Gaswerk der Stadt sowie eine nach Osten bis zu einer Mühle am Ortsrand von Jolivet führende. Von ihr zweigte mit Fertigstellung der LBB 1911 in südöstlicher Richtung eine Strecke zu deren Lokalbahnhof im Osten Lunévilles ab, wodurch eine weitere Verbindung beider Netze entstand und zugleich eine großräumige Umfahrung des Stadtkerns möglich wurde.
Die Länge der Strecke betrug 9898 Meter. Von Lunéville-Jolivet aus verlief die Hauptstrecke nach Einville in einer weit nach Osten ausholen Schleife, um den nördlich den Stadt gelegenen Höhenzug zu überwinden. Weiter ging es westlich an der Ortschaft Bonviller vorbei – hier gab es einen Haltepunkt – und mit einem Bogen hinab ins Tal des Sânon, der mit einer Brücke überquert wurde. Am Zielort führte die Strecke zunächst zum Hafen am Rhein-Marne-Kanal und anschließend ein kurzes Stück weiter nach Osten zum Endbahnhof. Die Strecke begann an einer Drehscheibe für die Dampflokomotiven im Güterbahnhof des Bahnhofs in Lunéville und endete am Hafen von Einville. Betriebsmittelpunkt war der Bahnhof Lunéville-Jolivet, Sitz der Verwaltung und des Depots. In Einville gab es ein kleines, einstöckiges Bahnhofsgebäude, zwei Drehscheiben, eine Lagerhalle und einen Kran am Hafen. Innerhalb von Lunéville bestanden zwei weitere Haltestellen, Grande-Rue und Faubourg Einville.

## Geschichte
Bereits seit Ende der 1870er Jahre gab es Überlegungen zum Bau einer Bahnstrecke von Lunéville nach Einville und Arracourt. Die ersten Studien für den Streckenverlauf begannen 1882 aufgrund des Transportbedarfs der Salinen von Sommerviller und im Sânon-Tal. Zwei Entwürfe schlugen vor, Einville mit Lunéville oder Varangéville zu verbinden, scheitern aber bis 1898 am Veto der Militärbehörde im Interesse der Landesverteidigung.
Ein anderes Entwurf für den Bau einer Schmalspurbahn mit einer Spurweite von 600 mm oder 1000 mm auf der Trasse der Straße ermöglichte die Umgehung dieses Vetos. Am 23. April 1899 wurde eine öffentliche Anfrage eingeleitet, auf die die Industrie und die Gemeinden positiv reagierten. Lediglich die „Compagnie de l’Est“ widersetzte sich vorübergehend dem Eindringen der Linie in den Ostbahnhof von Lunéville.
Am 15. November 1899 entstand aus einem Konsortium lokaler Investoren die Compagnie du chemin de fer de Lunéville à Einville, der die französische Regierung die Genehmigung zur Errichtung einer Straßenbahn zwischen beiden Ortschaften erteilte. Am 1. Mai 1902 wurde der Verkehr aufgenommen, die offizielle Einweihungsfeier fand einen Monat später, am 2. Juni, statt.  Das Dekret, das die Einrichtung einer Straßenbahnlinie zwischen Lunéville und Einville für gemeinnützig erklärte, wurde am 14. November 1901 unterzeichnet.
Anfang der 1920er Jahre wurde die Bahn von der Départementsverwaltung übernommen. Sie beauftragte die Compagnie des chemins de fer départementaux de l'Aube, die bereits für die LBB zuständig war, mit der Betriebsführung, zugleich wurde aus Gründen der Zuschussgewährung die Straßenbahn rechtlich in eine Eisenbahn umgewandelt. Um Kosten einzusparen setzte die Gesellschaft später bei Personenzügen einen benzingetriebenen Schienenbus von Dion-Bouton mit einem zugehörigen zweiachsigen Anhänger ein, der Güterverkehr wurde weiterhin mit dampflokbespannten Zügen durchgeführt. Nach Schließung der Mühle endete 1924 der Verkehr auf dem Reststück zum Ortsrand von Jolivet.
Am 1. November 1937 wurde der Personenverkehr eingestellt und von Bussen der Gesellschaft Rapides de Lorraine übernommen, die die Linie nach Vic-sur-Seille verlängerte. Der Güterverkehr wurde noch bis Anfang 1943 weitergeführt. Die endgültige Stilllegung erfolgte, zeitgleich mit der der LBB, durch ein Dekret vom 4. Oktober 1943, nachfolgend wurde die Infrastruktur abgebaut. Das Stationsgebäude des Bahnhofs Lunéville-Jolivet wurde später von der Verwaltung eines metallverarbeitenden Betriebes genutzt. Bei einem Brand 2015 wurde es stark beschädigt, sein Abriss soll im Oktober 2019 erfolgen.[veraltet] Das kleine Bahnhofsgebäude von Einville ist, Stand 2019, noch vorhanden.

## Betrieb

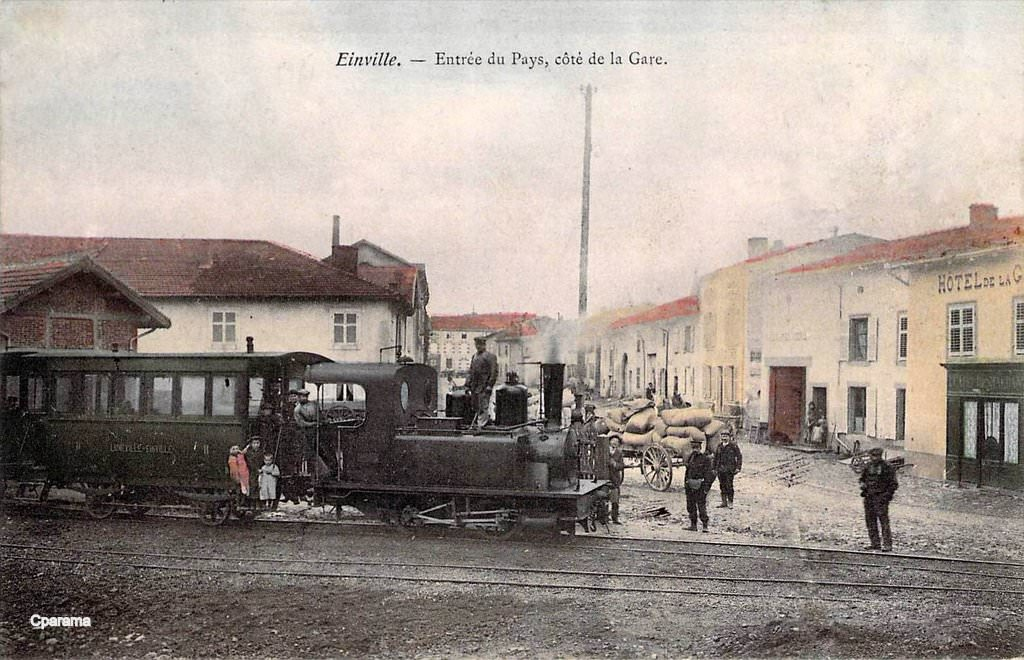
Gare d'Einville

### Vor dem Ersten Weltkrieg
Die Personenzüge wurden von kleinen Dampflokomotiven gezogen und besaßen mehrere Waggons, teilweise kamen offene Sommerwagen zum Einsatz. Im Frachtverkehr von Bedeutung waren unter anderem Lieferungen von Kohle, die im Hafen vom Einville von Schiffen umgeladen wurden, um zum Gaswerk von Lunéville transportiert zu werden. Von Anfang an, im Jahr 1902, gab es zwei zweiachsigen Corpet-Louvet-Lokomotiven und einer zweiachsigen Lokomotive des Typs Brown der Schweizerischen Lokomotiv- und Maschinenfabrik. Im Jahr 1907 wurde die Brown durch eine dreiachsige Corpet-Louvet ersetzt. Die Waggons wurden alle von Dietrich in Lunéville9 hergestellt.
Ab dem 1. Mai 1902 wurde das Stadtgebiet von Lunéville durch vier Haltestellen erschlossen: Place Léopold, Rue Banaudon-Grande Rue, Place du Château und Place des Carmes. Am 2. Juni 1902 wurde die gesamte Strecke bis Einville verlängert und ohne offizielle Einweihung in Betrieb genommen. Im November 1902 wurde eine Abzweigung nach Jolivet für Reisende geöffnet.
Trotz der Vorbehalte des Militärs, insbesondere der Kavallerie, und der ersten Unfälle in einer langen Liste wurde die Straßenbahn von der Bevölkerung gut angenommen. Sie erleichterte die Fortbewegung und die Durchführung zahlreicher Festveranstaltungen in der Umgebung von Lunéville. Ab 1910 ermöglichte die Zweigstrecke in Jolivet den Gütertransport zwischen den Vogesen und dem Rhein-Marne-Kanal. Die wirtschaftliche Bilanz der Gesellschaft blieb in den ersten Jahren ohne große Gewinne, doch nach 10 Jahren nahmen die Instandhaltungskosten stark zu.
Die Strecke bediente in dieser Zeit folgende Stationen mit zwölf Zügen pro Tag: Lunéville Gare de l’Est, Place Léopold, Grande Rue, Place du Château, Place des Carmes, Faubourg d'Einville (Octroi), Lunéville-Jolivet, Jolivet village, Bonviller und Einville.

### Erster Weltkrieg
Die Straßenbahnbetrieb wurde am 1. August 1914 eingestellt. Lunéville und seine Umgebung erlitten schwere Kämpfe und wurden im September 1914 von den deutschen Streitkräften besetzt. Es gab zahlreiche Schäden. Alle Dörfer entlang der Linie sowie Lunéville werden kurz darauf befreit, aber die Front stabilisiert sich in der Nähe. Die französischen Pioniere setzen die Bahnanlagen provisorisch wieder instand, um Ende 1914 einige Transporte zu ermöglichen. Am 1. Januar 1915 wurden nur noch Güter befördert und am 1. Mai 1915 wurde die Strecke von Lunéville nach Einville von der Armee beschlagnahmt.
Der Teilbetrieb der Compagnie du Tramway wurde am 1. Januar 1919 mit drei Zügen pro Tag und Streckenabschnitt wieder aufgenommen. Der Wiederaufbau der Brücken erfolgte ab 1920 und ermöglicht den Normalbetrieb.

### Nachkriegszeit

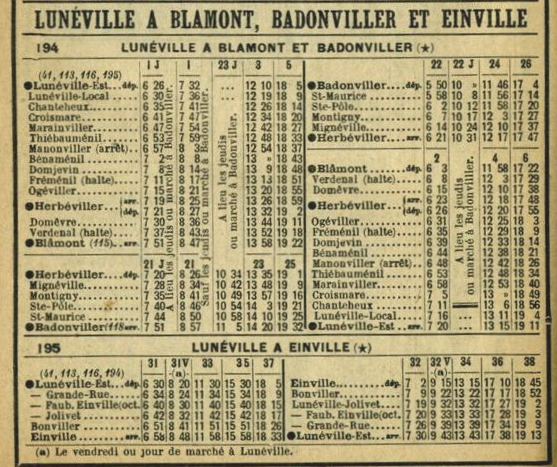
Fahrplan aus den 1920er/1930er Jahren

Die Betreibergesellschaft der Ligne de Lunéville à Blâmont et à Badonviller fusionierte am 1. Januar 1921 mit der Betreibergesellschaft der Ligne de Lunéville à Einville und betrieb das Netz von lokalem Interesse als Chemin de Fer Départemental. Mit dem Kauf von zwei Triebwagen der Bauart JM Autorails De Dion-Bouton und deren Beiwagen am 1. Juli 1924 wird den Wünschen der Einwohner entsprochen, die sich über die Umweltverschmutzung beschweren. Die Dampflokomotiven, die den Güterzügen vorbehalten waren, fuhren nicht mehr durch die Stadt.
Ab 1926 wird die Bilanz immer defizitär, so dass der Personenverkehr nach Einville am 1. November 1937 eingestellt werden musste. Der Güterverkehr wurde aufrechterhalten, um den Betrieb des Hafens von Einville zu unterstützen. Unter dem Druck der deutschen Besatzer wurde der Güterverkehr am 15. September 1942 eingestellt.
Der Verkauf der Bahnhöfe und der Grundstücke erfolgte 1946. Der Bahnhof von Einville gehört weiterhin der Gemeinde.

## Chronologie
- 30. September 1901: Unterzeichnung der Vereinbarung zwischen dem Departement Meurthe-et-Moselle und der Eisenbahngesellschaft Lunéville à Einville.
- 15. Oktober 1901: Dekret, in dem die Gemeinnützigkeit erklärt und die Vereinbarung genehmigt wird.
- 1. Mai 1902: Eröffnung der Stadtbahn zwischen Lunéville-Est und Lunéville-Jolivet.
- 2. Juni 1902: Eröffnung des Abschnitts Lunéville–Jolivet - Einville2.
- 8. August 1902: Eröffnung der Zweigstrecke von Lunéville-Jolivet nach Jolivet-Village.
- 29. Juni 1911: Eröffnung des Anschlusses Jolivet zwischen Chanteheux und Lunéville-Jolivet durch die Compagnie des Chemins de Fer de l'Aube, die als Retrozessionär bereits die Rückversicherung der Eisenbahn von Lunéville nach Blâmont und Badonviller übernommen hatte.
- 5. Januar 1921: Dekret, mit dem der Eisenbahngesellschaft des Departements Aube der Betrieb der Straßenbahn von Lunéville nach Einville bis zum 31. Dezember 1925 gestattet wird.
- 22. Juni 1922: Dekret zur Genehmigung der Vereinbarung vom 7. Dezember 1920 über den Rückkauf der Konzession durch das Departement Meurthe-et-Moselle von der Compagnie du Chemin de Fer de Lunéville à Einville.
- 1924: Einstellung des Betriebs auf der Nebenstrecke Jolivet-Village, die bereits seit dem Ende des Ersten Weltkriegs nicht mehr für den Personenverkehr genutzt wurde.
- 23. November 1926: Dekret zur Genehmigung der Vereinbarung vom 31. Juli 1926, die die Verpachtung der Strecke an Compagnie des Chemins de Fer Départementaux de l'Aube ab dem 1. Januar 19264 vorsah.
- 31. Oktober 1937: Einstellung des Personenverkehrs und vollständige Schließung des innerstädtischen Streckenabschnitts.
- 15. September 1942: Einstellung des Güterverkehrs und vollständige Schließung der Strecke.
- 4. Oktober 1943: Deklassifizierung der Strecke.

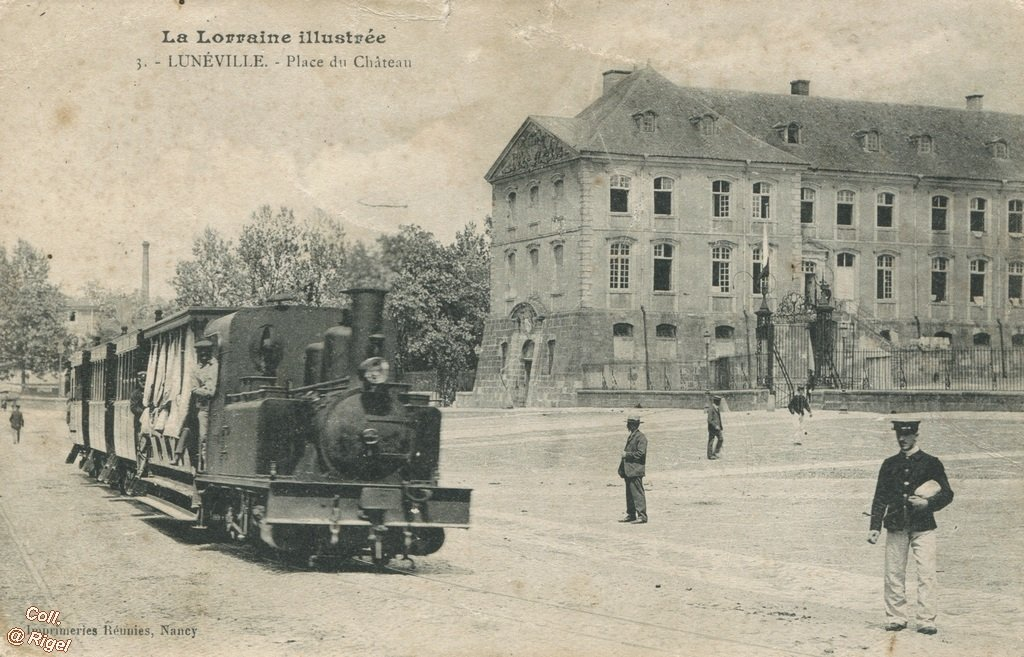
Place du Château à Lunéville
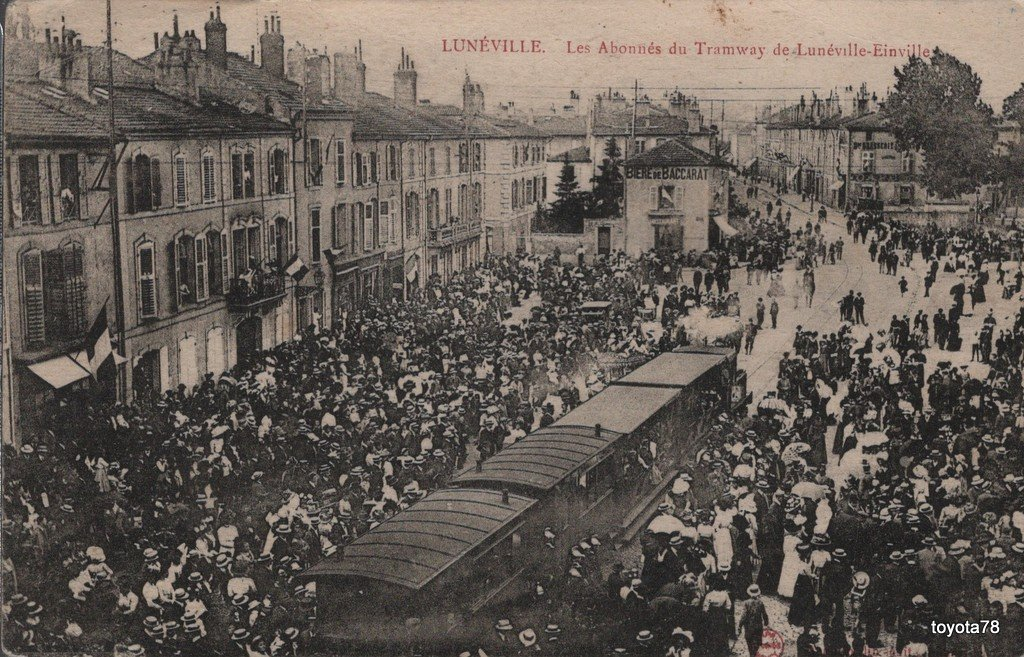
Hochbetrieb an einem Festtag
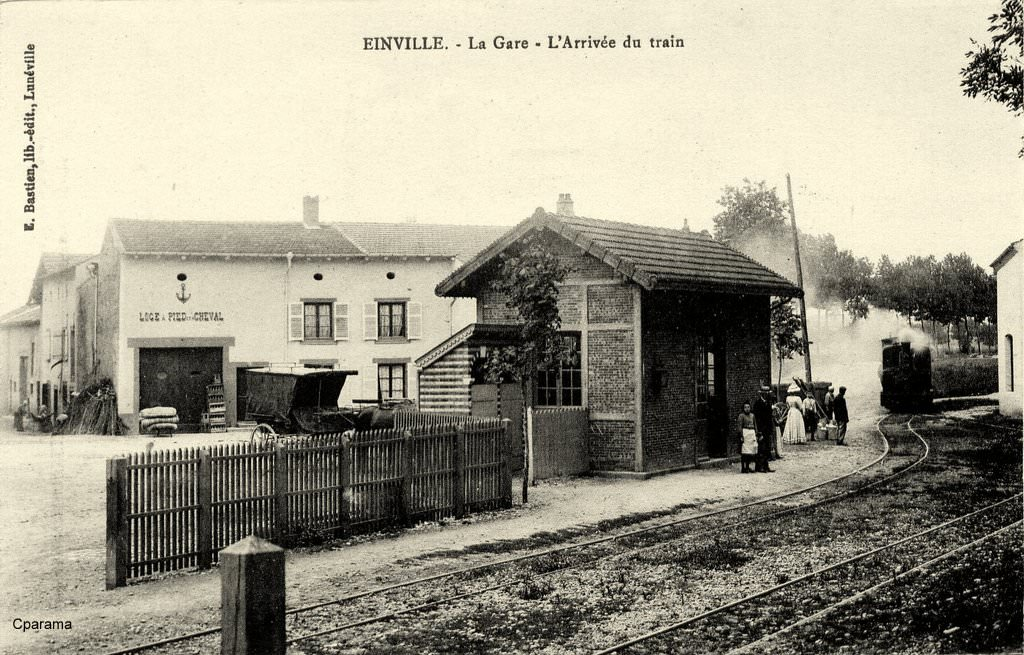
Gare d'Einville
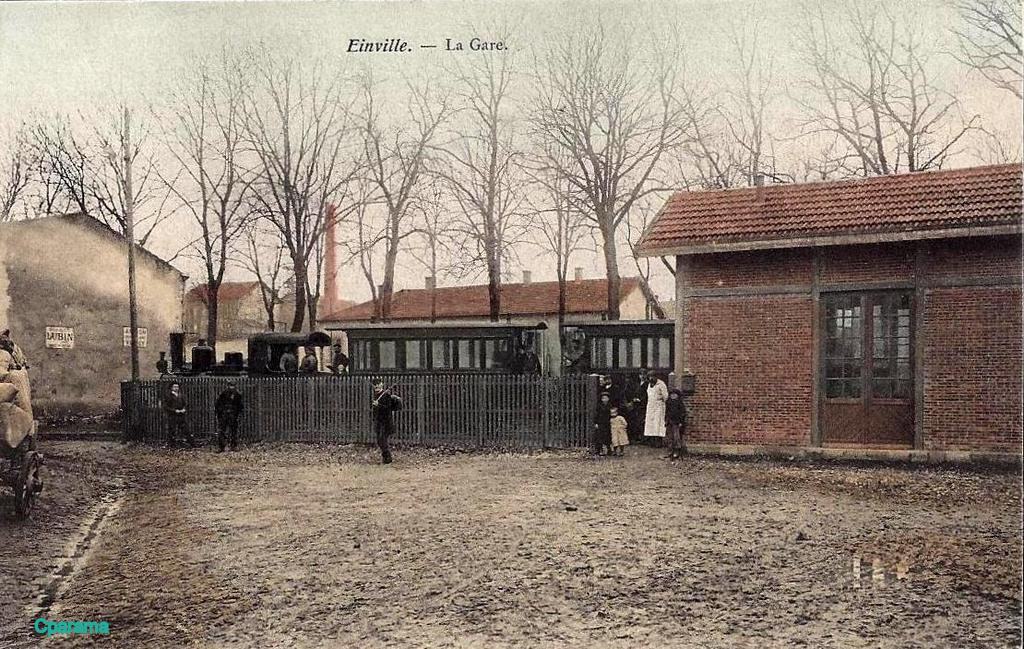
Gare d'Einville
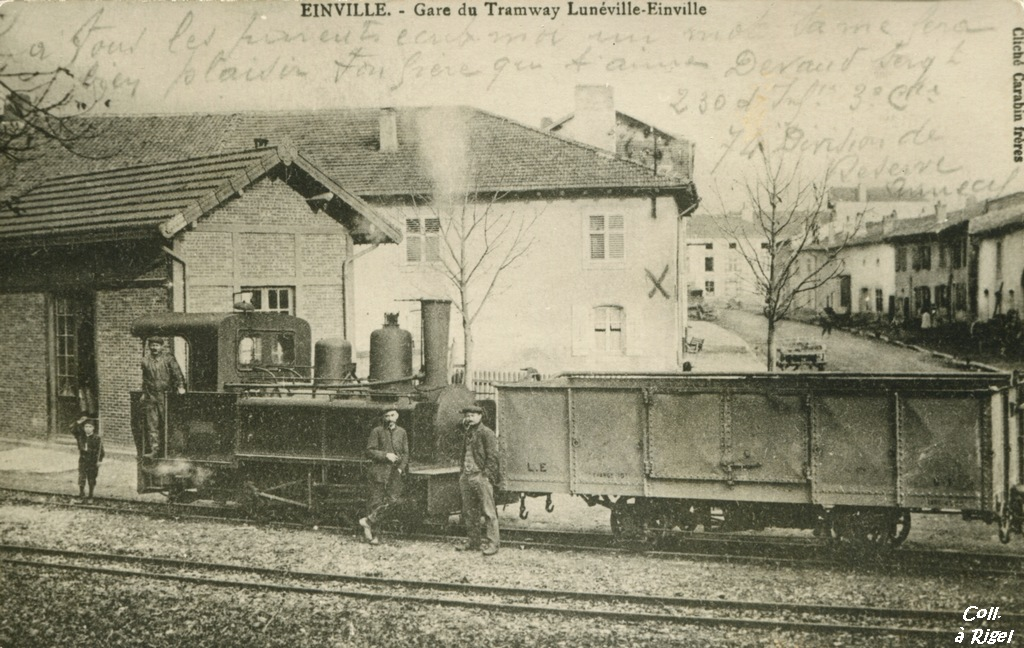
Gare d'Einville